# 陆俨少艺术院
陆俨少艺术院（英文：Lu Yanshao Art Museum）位于上海市嘉定区，建院于陆俨少先生九十诞辰的1999年6月26日，是收藏、研究陆俨少书画艺术、举行各类展览及学术研讨活动的场所。

## 简介
陆俨少艺术院位于嘉定区的州桥老街风景区，毗邻明代园林秋霞圃。艺术院原址是嘉定画家顾振乐的祖宅，其父母过世后捐给了政府。占地6.5亩，中国传统园林式庭院。艺术院占3241平方米，建筑面积1008平方米，其中主楼二层，展厅面积为355平方米。
院内还设有以陆俨少书斋为名的"晚晴轩"陈列其文房遗物及部分艺术活动图片、书札、手稿、各种版本的陆俨少艺术专集、论著、画册和海内外专家研究评论陆俨少的专著。目前，院藏陆俨少创作的40-90年代的作品75件。

## 交通
公交
- 嘉定10路、嘉定12路、嘉定4路、嘉定64路：博乐广场站
- 嘉定1路、嘉定6路：金沙路东大街站